# Alvorge
Alvorge is een plaats (freguesia) in de Portugese gemeente Ansião en telt 1 298 inwoners (2001).